# Naprawa przez wycinanie nukleotydu

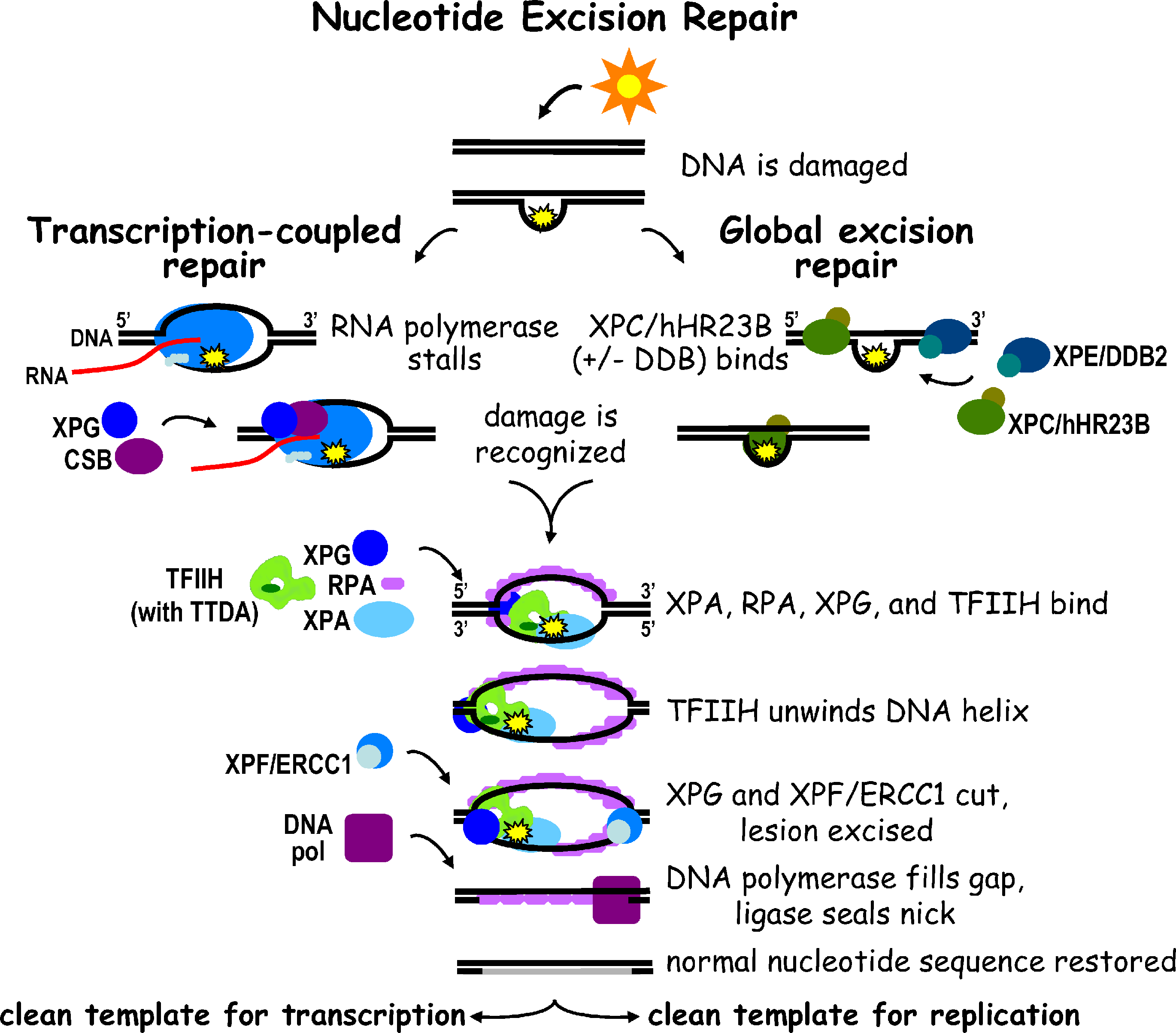
Diagram dwóch ścieżek NER

Naprawa przez wycięcie nukleotydu (NER, z ang. nucleotide excision repair) – jeden z mechanizmów naprawy DNA w komórkach prokariotycznych i eukariotycznych, mający na celu usuwanie uszkodzeń DNA spowodowanych czynnikami chemicznymi (np. mutagenami) lub fizycznymi (np. naświetlenie ultrafioletem).
W mechanizmie NER u człowieka uczestniczą następujące białka:
- XPA
- XPC
- TFIIH: XPB, XPD (helikazy)
- RPA (HSSP)
- XPG, ERCC1/XPF (endonukleazy)
- polimeraza DNA δ lub ε
- ligaza.

Mechanizm NER usuwa duże uszkodzenia DNA zniekształcające strukturę podwójnej helisy (ang. bulky distortions). W pierwszym etapie NER uszkodzenie jest rozpoznawane na drodze niezależnej od ATP przez białko XPA, po którym następuje zależny od ATP etap formowania kompleksu „preincision”. Do białek wchodzących w skład kompleksu mogą należeć XPC, XPB i XPD, chociaż niewykluczone że część z nich może odgrywać rolę czynników rekrutujących i oddysocjowywać po utworzeniu kompleksu. Następnie duży fragment DNA (około 30 par zasad) jest usuwany przez nukleazę wycinającą (endonukleazę). Endonukleaza (XPG, XPF) nacina nić DNA w dwóch miejscach, kolejność 3’ czy 5’ jest losowa. Następnie usunięty odcinek jest zastępowany na drodze dokładnego parowania zasad, dzięki aktywności enzymu polimerazy DNA δ albo polimerazy ε, w obecności PCNA i RFC. Proces syntezy naprawczej kończy reakcja ligazy, łączącej końce wstawki z resztą nici DNA.
O ważnej roli mechanizmu NER u człowieka świadczą choroby genetyczne spowodowane mutacjami w genach kodujących białka biorące w nim udział. Do tej grupy schorzeń należą:
- skóra pergaminowa, siedem postaci spowodowanych mutacjami w genach kodujących XPA-XPG
- zespół Cockayne’a, dwie postaci (A i B) spowodowane mutacjami w genie kodującym ERRC-6
- trichotiodystrofia (TTD), spowodowana mutacjami w genach kodujących XPB, XPD albo inną podjednostkę TFIIH.